# Kappa FuturFestival
El FuturFestival o, por razones de patrocinio, Kappa FuturFestival es un festival de música electrónica organizado cada julio desde 2009 en el parque Dora de Turín, Piamonte, Italia.

## Historia
El FuturFestival nació en 2009 para conmemorar el centenario de la publicación del manifiesto futurista italiano (20 de febrero de 1909 en Le Figaro). Esta primera edición tuvo lugar en el Oval Lingotto y acudieron 7.000 asistentes. La organización fue llamada a colaborar con el municipio para celebrar el año nuevo (2010) y el nombramiento de Turín como Capital Europea de la Juventud. El evento se llevó a cabo en la piazza Vittorio Veneto, cuyo lineup encabezaron Groove Armada y Juliette Lewis.